# Shoot 'em up

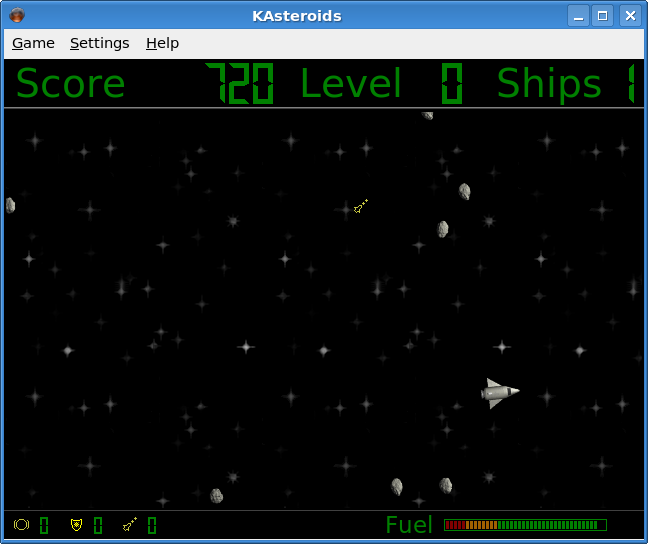
Voorbeeld van een Shoot 'em up-spel.

Een shoot-em-up (Engels voor "schiet ze neer", vaak afgekort als shmup, ook vaak arcade shooter of shooter genoemd) is een computerspelgenre waarin de speler slechts een beperkte controle heeft over het te besturen personage (meestal in de gedaante van een ruimteschip of een gevechtsvliegtuig) en vrijwel geheel is gericht op de totale vernietiging van alle vijanden. Shoot-em-ups zijn over het algemeen lineair en tweedimensionaal.
Het genre is ontstaan met de lancering van Space Invaders en hieruit zijn vele verschillende spellen ontstaan in verschillende gedaanten.
De populariteit van het genre nam sterk toe met de two player-optie, waardoor twee spelers gelijktijdig met elkaar konden spelen en de vijanden door samenwerking te verslaan.
Er zijn nu meerdere subgenres die ieder een eigen specifieke speelwijze kennen.
Shooters zijn nog steeds zeer populair en in Japan in het bijzonder.

## Herkomst van de term shoot 'em up
Het woord "shmup" werd voor het eerst gebruikt in 1985 in het Britse Commodore 64-tijdschrift Zzap 64. Men heeft ook andere termen bedacht, maar deze zijn nooit ingeburgerd geraakt als shmup.

## Indeling shooters
Shooters kunnen onderverdeeld worden in:

### Vaste shooters
Vaste shooters vormen de hoofdmoot van de vroege shoot-em-ups. Ze hebben een eenvoudig uitgangspunt met een eenvoudige spelbesturing, met name met betrekking tot het richten op het doel. Verder kunnen ze worden gekenschetst als shoot-em-ups met een statische omgeving, statisch aantal vijanden per level (het aantal vijanden kan wel per level verschillen).

### Enkelvoudige schermshooter
Een enkelvoudige schermshooter staat spelers in het algemeen slechts een een- of tweedimensionale positie op het scherm toe. Enkelvoudige schermshooters zijn het oudste populaire type shooters en vertegenwoordigen het grootste deel van de shoot-em-ups tussen 1977 door 1983.
Vroege enkelvoudige schermshooters stonden slechts een eendimensionale beweging toe, terwijl recentere titels tweedimensionale beweging toelieten, echter zonder rotatie. De vijanden vormen zich gewoonlijk in een galerij en de spelopstelling heeft meestal een verticale oriëntatie. In tegenstelling tot andere typen shooters impliceert de speelwijze het elimineren van elke vijand op het scherm om de huidige ronde of niveau te voltooien. Kenmerkend is verder dat het aantal vijanden op elk niveau constant blijft; alleen de snelheid en het aantal projectielen neemt met elk niveau toe.

### Tube shooters
Tube shooters gebruiken 2,5D en worden voornamelijk gebruikt in ruimtespellen zoals GyroStarr. en Gyruss Het speelveld van een tube shooter speelt af in een buis, die al dan niet effectief zichtbaar is. De speler blijft op de voorgrond, waar hij alleen rondom de contouren van de cilinder navigeert. Hij kan dus alleen naar links of rechts, maar niet naar voor of achter. Hierdoor zit de speler in een 2D-vak. De vijanden bewegen zich wel vrij in de cilinder en zitten in een 3D-wereld.

### Rail shooters
Dit type beperkt de speler tot het bewegen in het veld terwijl het spel een vaste route volgt. Deze spellen worden vaak bekeken van achter het personage. Voorbeelden hiervan zijn Space Harrier, Panzer Dragoon, Star Fox 64 en Sin and Punishment.

### Scrolling shooters
Scrolling shooters kunnen worden onderverdeeld in drie subtypes:
- Verticale scrolling shooters, waarin verticaal wordt geschoten op vijanden, meestal van onder naar boven
- Horizontale scrolling shooters, hier wordt horizontaal geschoten, meestal van links naar rechts
- Isometrische scrolling shooters, een subtype dat weinig voorkomt, en waarin het speelveld schuin wordt afgebeeld. Een voorbeeld is Zaxxon.

### Bullet hell
Bullet hell is een type shoot 'em up waarbij het speelveld vrijwel geheel is gevuld met vijandige kogels. In de meeste spellen bestuurt de speler een ruimteschip van bovenaf die door de kogelregen door moet vliegen. Dit type vond zijn oorsprong midden jaren 90 en is afgeleid van scrolling shooters. Voorbeelden zijn Ikaruga en Touhou Project.

### Run and gun
Run and gun (ook wel "run 'n' gun") is een type shoot 'em up waarin de protagonist te voet moet vechten, rennen en schieten. Dit type spel maakt hevig gebruik van zijwaarts scrollende levels. Voorbeelden zijn Ikari Warriors, de Contra-serie en Metal Slug.